# Max Euwe
Machgielis (Max) Euwe (pronunciación en neerlandés: /ˈøːʋə/); (Watergraafsmeer, 20 de mayo de 1901-Ámsterdam, 26 de noviembre de 1981) fue un ajedrecista neerlandés, quinto campeón del mundo de ajedrez entre 1935 y 1937, y presidente de la FIDE entre 1970 y 1978.

## Primeros años, educación y carrera profesional
El doctor Max Euwe nació en Watergraafsmeer, cerca de Ámsterdam. Estudió matemáticas en la Universidad de Ámsterdam obteniendo su doctorado en 1926. Fue profesor de matemáticas, primero en Róterdam y después en un liceo femenino de Ámsterdam. Después de la Segunda Guerra Mundial, Euwe se interesó en la programación de computadoras y fue nombrado profesor de esta materia en las universidades de Róterdam y de Tilburg, retirándose de la Universidad de Tilburg en 1971. Euwe publicó un análisis matemático del juego de ajedrez desde un punto de vista intuicionista, en el que mostró, usando la secuencia Thue-Morse, que las reglas entonces oficiales (en 1929) no excluían la posibilidad de juegos infinitos.

## Carrera ajedrecística
Euwe jugó su primer torneo a los 10 años, ganando todas las partidas. Euwe ganó todos los campeonatos neerlandeses de ajedrez que disputó desde 1921 hasta 1952, y además ganó el título en 1955; sus 12 títulos siguen siendo un récord. Los únicos otros ganadores durante este período fueron Salo Landau en 1936, cuando Euwe, entonces campeón mundial, no compitió, y Jan Hein Donner en 1954. Se convirtió en el campeón mundial de ajedrez amateur en 1928, en La Haya, con un puntuación de 12/15.
Euwe se casó en 1926, formó una familia poco después y solo podía jugar al ajedrez competitivo durante las vacaciones escolares, por lo que sus oportunidades para la competencia internacional de ajedrez al más alto nivel eran limitadas. Pero se desempeñó bien en los pocos torneos y encuentros para los que pudo encontrar tiempo desde principios de la década de 1920 hasta mediados de la de 1930. Euwe perdió un encuentro de entrenamiento ante Alexander Alekhine celebrado en los Países Bajos entre diciembre de 1926 y enero de 1927, con 4½/10 (+2-3=5). El encuentro se jugó para ayudar a Euwe a prepararse para un futuro encuentro con José Raúl Capablanca, entonces campeón mundial. Euwe perdió tanto el primer como el segundo campeonato de la FIDE ante Efim Bogoljubow, celebrado en los Países Bajos en 1928 y 1928‒29 respectivamente, anotando 4½/10 en cada encuentro ((+2−3=5) en el primer encuentro, (+1−2=7) en el segundo). Perdió un encuentro ante Capablanca celebrado en Ámsterdam en 1931 con 4/10 (+0-2=8). Euwe ganó un encuentro contra Spielmann celebrado en Ámsterdam en 1932, 3-1. El encuentro se jugó para ayudar a Euwe a prepararse para su próximo encuentro con Flohr.
En 1932, Euwe empató un encuentro con Flohr 8-8, y quedó empatado en segundo lugar con Flohr, detrás de Alekhine, en un torneo importante en Berna. Según Reuben Fine, estos resultados establecieron a Euwe y Flohr como los retadores más probables de Alekhine.
En Zürich 1934, Euwe volvió a terminar igual en segundo lugar con Flohr, detrás de Alekhine, y derrotó a Alekhine en su juego.

## Campeón del mundo

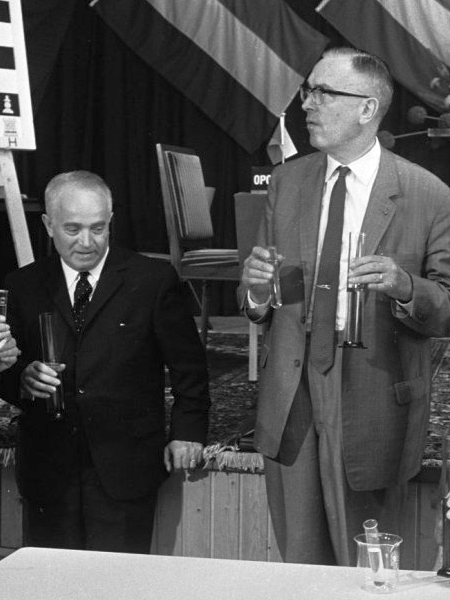
Salo Flohr (Rusia) y Max Euwe (Países Bajos) en el Torneo Memorial Reti de 1969

El 15 de diciembre de 1935, después de 30 partidas disputadas en 13 ciudades diferentes de los Países Bajos durante un período de 80 días. Euwe derrotó a Alexander Alekhine por 15½ a 14½  convirtiéndose en el quinto  campeón del mundo de ajedrez. Alekhine rápidamente se adelantó en tres partidas, pero desde la 13.ª en adelante, Euwe ganó el doble de partidas que Alekhine. Su título dio un gran impulso al ajedrez en los Países Bajos. Este también fue el primer encuentro de un campeonato mundial en el que los jugadores tuvieron segundos para ayudarlos con el análisis durante los aplazamientos.
La victoria de Euwe fue considerada como una gran sorpresa —según los informes, había creído que vencer a Alekhine era poco probable— y a veces se atribuye al alcoholismo de Alekhine. Pero Salo Flohr, que estaba ayudando a Euwe durante el encuentro, pensó que el exceso de confianza era más un problema que el alcohol para Alekhine en este encuentro, y el propio Alekhine dijo que ganaría fácilmente. Los ex campeones mundiales Vasili Smyslov, Boris Spassky, Anatoly Karpov y Garry Kasparov analizaron el encuentro y concluyeron que Euwe merecía ganar y que el nivel de juego era digno de un campeonato mundial. El ex campeón mundial Vladímir Krámnik ha dicho que Euwe ganó el encuentro de 1935 por mérito y que el resultado no se vio afectado por la bebida de Alekhine antes o durante el encuentro.
La actuación de Euwe en el gran torneo de Nottingham 1936 (igual tercero, medio punto detrás de Botvinnik y Capablanca, medio punto por delante de Alekhine) indicó que era un campeón digno, incluso si no era tan dominante como los campeones anteriores. Reuben Fine escribió: «En los dos años previos al encuentro de vuelta, la fuerza de Euwe aumentó. Aunque nunca disfrutó de la supremacía sobre sus rivales que tuvieron sus predecesores, no tuvo superiores en este período».
Perdió el título contra el mismo Alekhine en el encuentro de revancha jugado también en los Países Bajos en 1937, por el margen desigual de 15½–9½. Alekhine había dejado el alcohol y el tabaco para prepararse para la revancha, recuperando la forma que había mostrado entre 1927 y 1934, aunque volvería a beber más tarde. El encuentro fue reñido al comienzo. pero el juego de Euwe se derrumbó cerca del final, y perdió cuatro de los últimos cinco juegos.
Los dos encuentros por el título mundial contra Alekhine representan el corazón de la carrera de Euwe. En total, los dos jugaron 86 partidas, y Alekhine tenía una ventaja de +28−20=38. Muchas de las victorias de Alekhine llegaron al principio de su serie; era nueve años mayor y tenía más experiencia durante ese tiempo. La revancha también fue unilateral a favor de Alekhine.

## Carrera posterior
Euwe terminó igual cuarto con Alekhine y Reshevsky en el torneo AVRO de 1938 en los Países Bajos, que contó con los ocho mejores jugadores del mundo y fue un intento de decidir quién debería desafiar a Alekhine por el campeonato mundial. Euwe también tuvo un papel organizativo importante en el evento.
Jugó un encuentro con Paul Keres en los Países Bajos en 1939-1940, perdiendo 6½ a 7½.
Después de la muerte de Alekhine en 1946, algunos consideraron que Euwe tenía un derecho moral a la posición de campeón del mundo, basándose al menos parcialmente en su claro segundo puesto en el gran torneo de Groningen en 1946, detrás de Mijaíl Botvinnik. Pero Euwe consintió en participar en un torneo de cinco jugadores para seleccionar al nuevo campeón, el campeonato mundial de ajedrez de 1948. Sin embargo, a los 47 años, Euwe era significativamente mayor que los otros jugadores y estaba muy por debajo de su mejor nivel. Terminó último.
En España es recordada su participación en el Torneo Internacional de ajedrez de Gijón en 1951. Ganó con 8 puntos delante de Pilnik y Rossolimo.
El último gran torneo de Euwe fue el Torneo de Candidatos de Zúrich, 1953, en el que terminó penúltimo. Estaba en la mitad superior de la tabla después de la primera mitad del torneo, pero cansado en la segunda mitad.
Euwe jugó para Países Bajos en un total de siete Olimpiadas de Ajedrez, desde 1927 hasta 1962, un lapso de 35 años, siempre en el primer tablero. Anotó 10½/15 en Londres 1927, 9½/13 en Estocolmo 1937 para una medalla de bronce, 8/12 en Dubrovnik 1950, 7½/13 en Ámsterdam 1954, 8½/11 en Múnich 1958 para una medalla de plata a los 57 años, 6½/16 en Leipzig 1960, y finalmente 4/7 en Varna 1962 . Su total fue 54½/87 para el 62,6 %.
Euwe se convirtió en profesor de informática en la Universidad de Tilburg en 1964.

## Presidencia de la FIDE
Desde 1970 hasta 1978, fue presidente de la FIDE. Como presidente, Euwe solía hacer lo que consideraba moralmente correcto en lugar de lo que era políticamente conveniente. En varias ocasiones, esto lo puso en conflicto con la Federación de Ajedrez de la URSS, que pensaba que tenía el derecho de controlar todos los asuntos de la FIDE porque contribuía con una gran parte de su presupuesto, y los jugadores soviéticos dominaban el escalafón mundial; de hecho, trataban al ajedrez como una extensión de la Guerra Fría. Estos conflictos incluyeron:
- Los acontecimientos que llevaron a la participación de Bobby Fischer en el campeonato mundial de ajedrez de 1972 contra Boris Spassky, llevaron a Fischer a convertirse en el primer campeón no soviético desde la Segunda Guerra Mundial. Euwe pensó que era importante para la salud y la reputación del juego que Fischer tuviera la oportunidad de disputar el título lo antes posible e interpretó las reglas de manera muy flexible para permitirle a Fischer jugar en el Torneo Interzonal de 1970.
- La deserción del gran maestro Gennadi Sosonko en 1972. Los soviéticos exigieron que Sosonko fuera tratado como un «no-persona», excluido del ajedrez competitivo, la televisión o cualquier otro evento que pudiera ser evidencia de su deserción. Euwe se negó y ningún jugador soviético participó en el torneo de 1974 Wijk aan Zee en Holanda porque Sosonko compitió.
- En 1976, el aspirante al campeonato mundial Viktor Korchnoi buscó asilo político en los Países Bajos. En una discusión unos días antes, Euwe le dijo a Korchnoi: «[...] por supuesto que conservará todos sus derechos [...]» y se opuso a los esfuerzos soviéticos para evitar que Korchnoi disputara el título de Anatoli Kárpov en 1978.
- Más tarde, en 1976, Euwe apoyó la decisión de la FIDE de celebrar la Olimpiada de Tel Aviv en Israel, que la Unión Soviética no reconocía como país, aunque los soviéticos habían ganado la Olimpíada de Haifa de 1964. El Partido Comunista de la Unión Soviética comenzó a conspirar para deponer a Euwe como presidente de la FIDE.

Euwe perdió algunas de las batallas con los soviéticos. Según Sosonko, en 1973, aceptó la demanda de los soviéticos de que Bent Larsen y Robert Hübner, los dos contendientes no soviéticos más fuertes (Fischer entonces era campeón), debían jugar en el torneo Interzonal de Leningrado en lugar del torneo más débil en Petrópolis. Larsen y Hübner fueron eliminados de la competencia por el Campeonato del Mundo porque Korchnoi y Karpov ocuparon los dos primeros lugares en Leningrado.
Algunos comentaristas también han cuestionado si Euwe hizo todo lo que pudo para evitar que Fischer perdiera su título mundial en 1975.
Murió en 1981, a los 80 años, de un infarto. Reverenciado en todo el mundo del ajedrez por sus muchas contribuciones, había viajado mucho mientras era presidente de la FIDE, trayendo muchos miembros nuevos a la organización.

## Legado

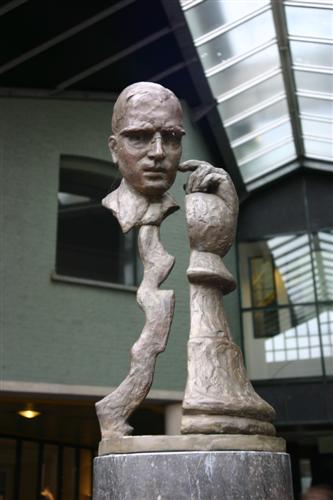
Escultura de Euwe en Ámsterdam por el artista José Fijnaut

En Ámsterdam, hay una plaza Max Euwe (Max Euweplein), cerca de la plaza Leidseplein. Hay un museo dedicado a Max Euwe y una gran colección de libros de ajedrez.
Su nieta Esmé Lammers es realizadora de cine, con títulos como Lang leve de koningin (Viva la reina).
La posición del gambito Blackmar-Diemer que surge después de 1.d4 d5 2.e4 dxe4 3.Cc3 Cf6 4.f3 exf3 5.Nxf3 e6 se llama defensa Euwe.
El anillo Euwe es un premio para alguien que haya hecho una contribución meritoria al ajedrez en los Países Bajos. 